# Bertrada av Laon
Bertrada av Laon, även kallad Berta Storfot, född 725, död 12 juli 783 i Choisy-au-Bac, var en frankisk drottning, gift med Pippin den lille.

## Biografi
Bertrada  var dotter till greve Caribert av Laon. Hon var sin fars enda barn och arvtagare till hans domäner, som genom henne sedan inlemmades under den frankiska kronan. Hon gifte sig 741 med Maior domus Pippin den lille. På grund av förbjuden släktskap ansågs dock inte vigseln laglig; äktenskapet legitimerades inte av kyrkan förrän år 749.
År 751 besteg hennes make tronen. Hon kröntes vid sin makes sida i St. Denis i Soissons 28 juni 754, och välsignades av påven Stefan II. Hon beskrivs som mild och älskvärd, och ska ha utövat inflytande som rådgivare. Hon åtföljde maken under hans militärkampanjer till Italien 754, och till Akvitanien 767 och 768. Det är känt att maken år 762 utan framgång försökte utverka påvens tillstånd att skilja sig från henne och gifta sig med en kvinna vid namn Angla, dotter till Theodrade.
År 768 avled Pippin och riket delades mellan Bertradas två söner. Hon stannade vid hovet och medlade mellan sina två kungasöner under deras konflikter. Hon ska ha gett Karl, som hon hade en mycket god relation till, stöd framför Karloman, och hennes diplomatiska förmåga ska ha varit till stor hjälp för Karl under hans tidiga regeringstid, då hon fungerade som hans rådgivare. Bertrada gav 770 Karl stöd att förskjuta Himiltrude för att gifta sig med Desiderata av Lombardiet. Hon besökte själv Lombardiet inför äktenskapet, och gjorde samtidigt en pilgrimsfärd till Rom. När Karl försköt Desiderata året därpå ska han dock ha hamnat i konflikt med sin mor.
Samma år, 771, inträffade också brytningen mellan hennes två söner. 771 års händelser resulterade i en brytning också mellan Karl och hans mor. Bertrada lämnade hovet samma år och drog sig tillbaka till Choisy-au-Bac, där Karl hade gett henne ett änkesäte. Hon tillbringade sina sista år där och avled år 783.
Bertradas tillnamn "Berta Storfot" är inte känt före 1200-talet.

## Barn
1. Karl den store
2. Karloman I
3. Gisela

Ytterligare fem barn är mindre kända.